# John E. Sulston

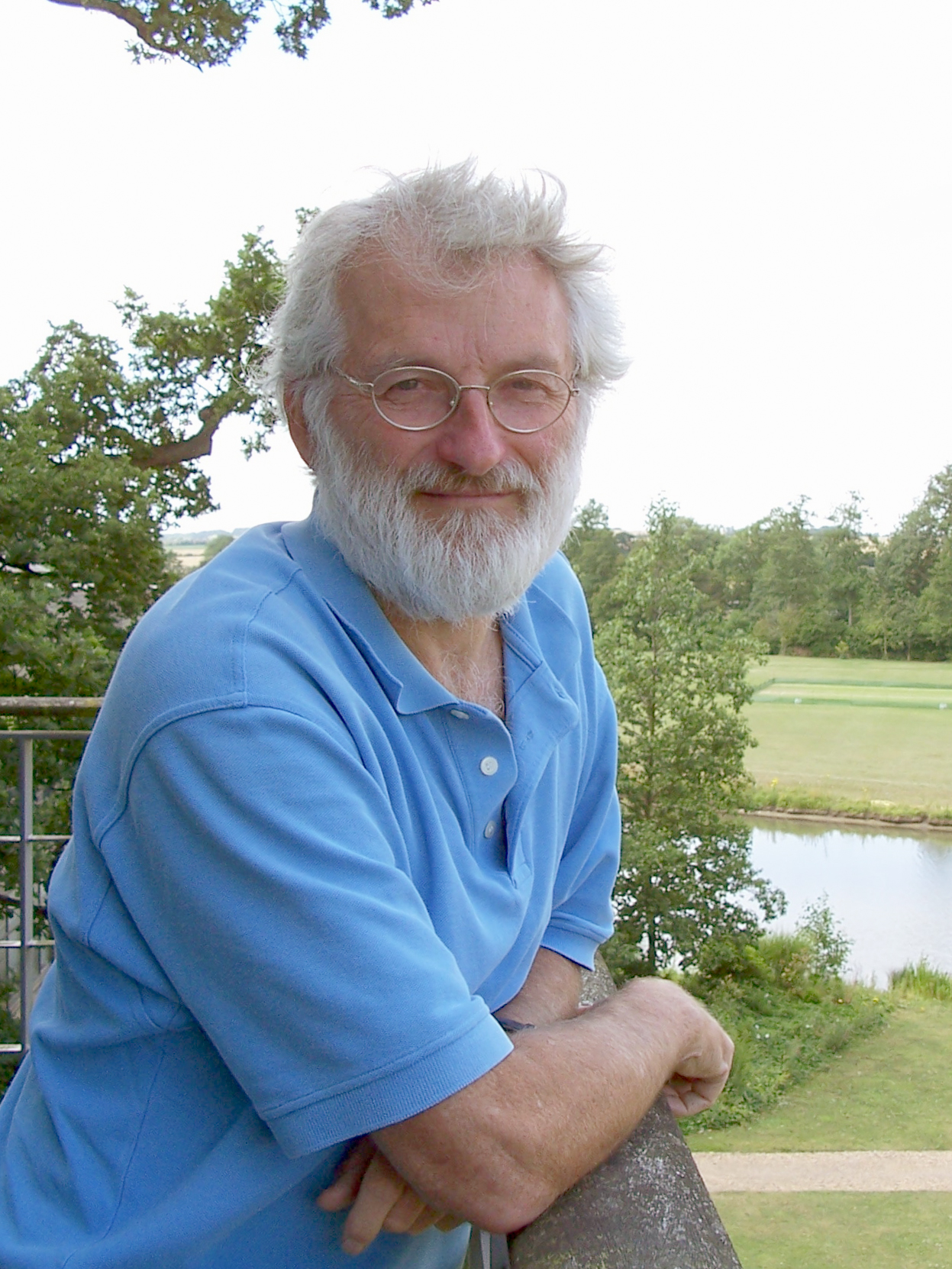
John Sulston

John E. Sulston, född 27 mars 1942 i Fulmer i Buckinghamshire, död 6 mars 2018 i Cambridge, var en brittisk biolog som tilldelades Nobelpriset i fysiologi eller medicin 2002. Han tilldelades priset för sina "upptäckter rörande genetisk reglering av organutveckling och programmerad celldöd". Han delade priset med amerikanen H. Robert Horvitz och sin landsman Sydney Brenner.
Sulston tog doktorsexamen vid University of Cambridge, England, 1966. 1992-2000 var han chef för Sanger Centre i Cambridge. 1986 valdes han in i Royal Society.
I människokroppen finns hundratals olika celltyper och alla härstammar från den befruktade äggcellen. Under fosterutvecklingen sker en mycket omfattande ökning av antalet celler, som specialiseras för att bilda kroppens olika vävnader och organ. Även i den vuxna individen nybildas dagligen stora mängder celler. Parallellt med denna celltillväxt förekommer, både hos foster och vuxna, celldöd som en normal process för att rätt antal celler i vävnaderna ska upprätthållas. Denna finstämda, kontrollerade eliminering av celler kallas programmerad celldöd.
Brenner införde rundmasken Caenorhabditis elegans som modellorganism där man i detalj kunde studera celldelningar och cellspecialiseringar från befruktad äggcell till vuxen individ. Sulston fortsatte arbetet och kartlade ett "cellsläktträd", där varje celldelning och cellmognad kunde följas under utvecklingen av en vävnad i C. elegans. Han visade att bestämda celler genomgår programmerad celldöd som en del av den normala utvecklingen och identifierade den första mutationen i en gen som deltar i celldödsprocessen.